# Cupropavonita
La cupropavonita és un mineral de la classe dels sulfurs que pertany a la sèrie homòloga de la pavonita. El seu nom fa referència al fet que és l'anàleg mineral amb coure de la pavonita.

## Característiques
La cupropavonita és un element químic de fórmula química Cu0.9Ag0.5Pb0.6Bi2.5S₅. Cristal·litza en el sistema monoclínic. Apareix en cristalls amb forma de plaques rugoses, de fins a 0,5 mm; comunament també en forma d'intercreixements laminars amb pavonita. La seva duresa a l'escala de Mohs és 2.
Segons la classificació de Nickel-Strunz, la cupropavonita pertany a «02.JA: Sulfosals de l'arquetip PbS, derivats de la galena amb poc o gens de Pb» juntament amb els següents minerals: benjaminita, borodaevita, kitaibelita, livingstonita, makovickyita, mummeïta, pavonita, grumiplucita, mozgovaïta, cupromakovickyita, kudriavita, cupromakopavonita, dantopaïta, cuprobismutita, hodrušita, padĕraïta, pizgrischita, kupčikita, schapbachita, cuboargirita, bohdanowiczita, matildita i volynskita.

## Formació i jaciments
La cupropavonita es forma en menes de metalls base i preciosos en zones mesotèrmiques. Va ser descoberta a la mina Alaska (Colorado, Estats Units). També ha estat descrita a Àustria, el Brasil, altres indrets dels EUA, el Japó, el Perú, Romania, el Tadjikistan i l'Uzbekistan.
Sol trobar-se associada a altres minerals com: pavonita, gustavita, cuprobismutita i berryita.